# Colletes productus
Colletes productus är en solitär biart som beskrevs av Robertson 1891. Den ingår i släktet sidenbin och familjen korttungebin. Inga underarter finns listade i Catalogue of Life.

## Beskrivning
Arten har ett avlångt huvud med mörka antenner; hos hanen är dock spetsen rödbrun. Huvud och mellankropp har vitaktig päls med en blekgul färgton på mellankroppens ryggsida. Vingarna är genomskinligt violetta med rödbruna ribbor. Bakkroppen är svart med vita hårband på de främre tergiternas (ovansidans segment) bakkanter. Tergit 1 (närmast mellankroppen) saknar dock hårband, likaså 5 och 6 (de två bakersta) hos honan. Honan når en kroppslängd av 9 till 10 mm, hanen 7 till 8 mm.

## Ekologi
Arten, som flyger från april till juli, är polylektisk och besöker flera olika blommande växter, som ljungväxter (blåbärssläktet och Lyonia), sumakväxter (sumaker) samt oleanderväxter (indianhampssläktet).

## Utbredning
Utbredningsområdet omfattar östra USA från Illinois och New Hampshire till Alabama och Georgia. Ett par fynd från 1930- och 1940-talen föreligger från Kalifornien.